# Calle Claudio Marcelo
La calle Claudio Marcelo, conocida popularmente como calle Nueva, es una vía ubicada en el centro de la ciudad de Córdoba, España. Se trata de una de las calles más relevantes del centro urbano debido a que une la plaza de las Tendillas con el Templo romano y el Ayuntamiento cordobés. Debe su nombre al fundador de la ciudad, el cónsul romano Marco Claudio Marcelo.

## Historia
La construcción de la calle Claudio Marcelo se remonta a finales del siglo XIX, cuando se buscaba un acceso directo desde el centro de la ciudad hacia el barrio de la Axerquía, la zona oriental. La vía se fue construyendo por tramos, siendo el primero entre la calle Capitulares y María Cristina realizado entre 1877 y 1882. Se derribó una manzana para poder continuar hasta la calle Diego de León en 1909 y, tras el derribo del Hotel Suizo en 1923, finalmente se construyó hasta la plaza de las Tendillas, configurando la calle tal y como se encuentra en la actualidad.
Algunos edificios que alberga la calle fueron realizados a principios del siglo XX por obra del arquitecto Adolfo Castiñeyra. En el edificio que hace esquina con la calle María Cristina vivió el escritor egabrense Juan Valera, autor de Pepita Jiménez, donde existe un azulejo con dicho evento inaugurado en 2016 por la entonces alcaldesa de Córdoba Isabel Ambrosio y el alcalde de Cabra Fernando Priego.

## Arqueología
Durante los años 1960, y debido a la construcción de las nuevas casas consistoriales, se encontraron los restos arqueológicos del templo romano de Córdoba. Estos no han sido los únicos vestigios encontrados, ya que la mayoría de la calle formaba parte del antiguo cardo romano, por lo que se han encontrado cloacas, viviendas, murallas, así como una tabula lusoria (tres en raya).